# Lycophotia porphyrea
Lycophotia porphyrea là một loài bướm đêm trong họ Noctuidae.

## Hình ảnh

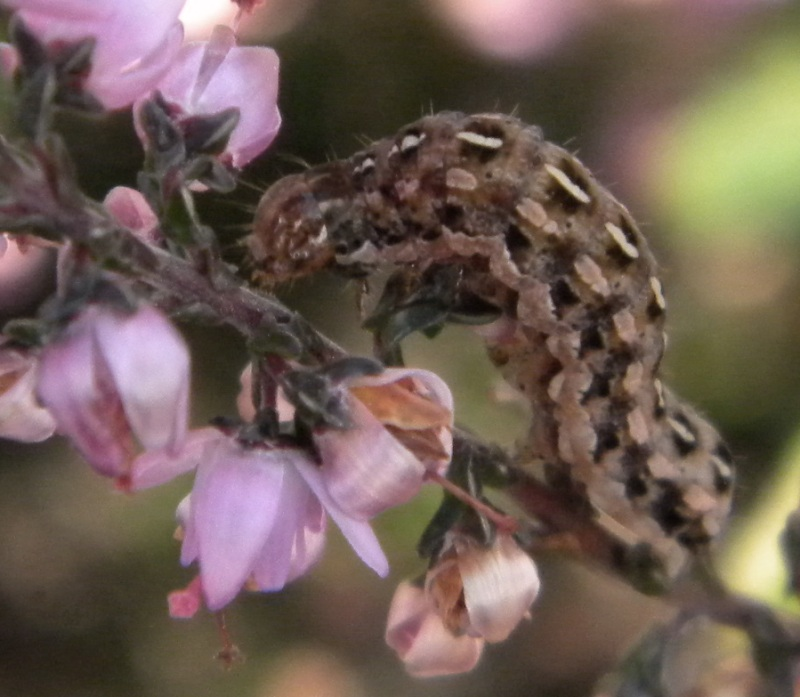
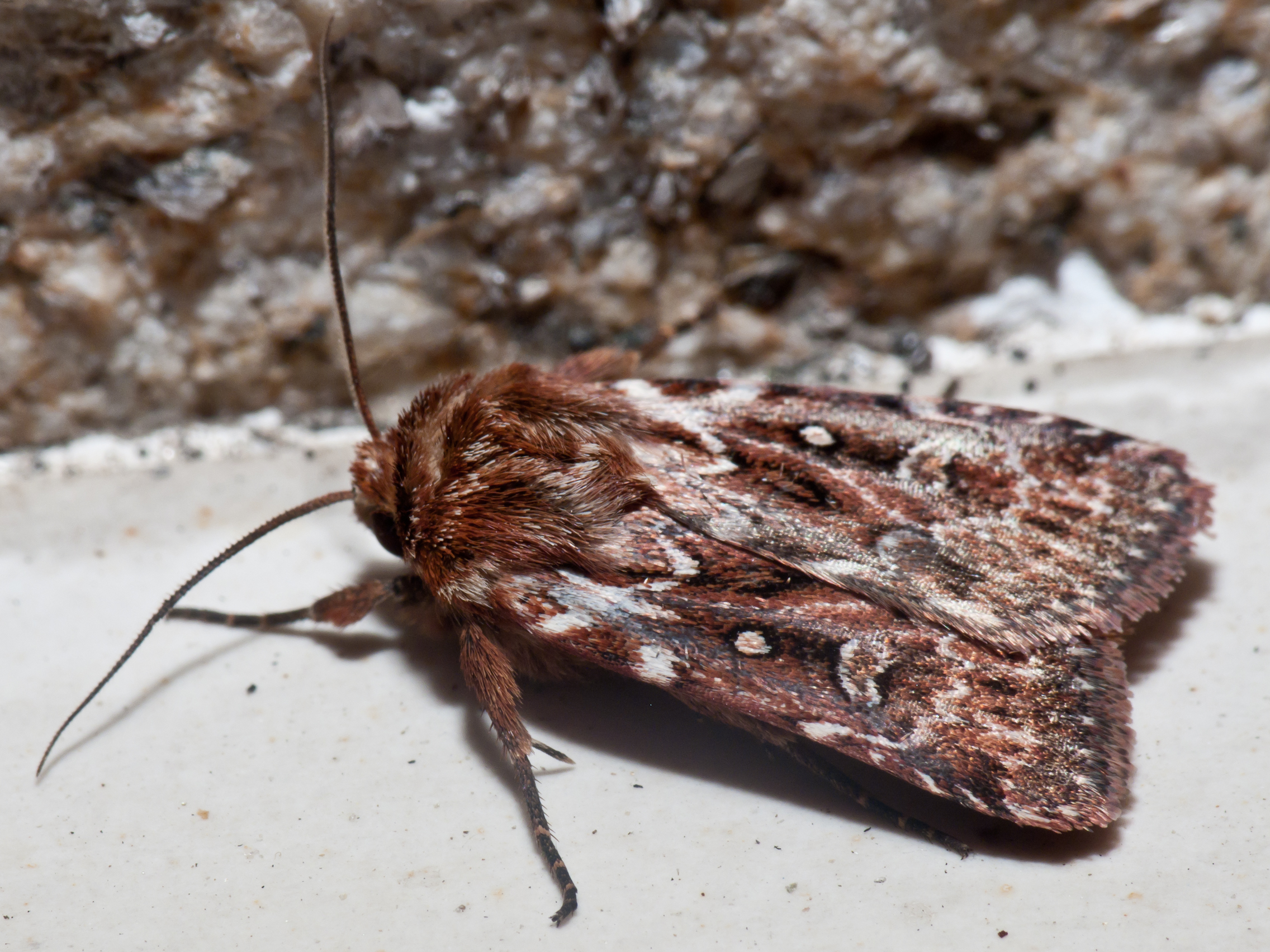
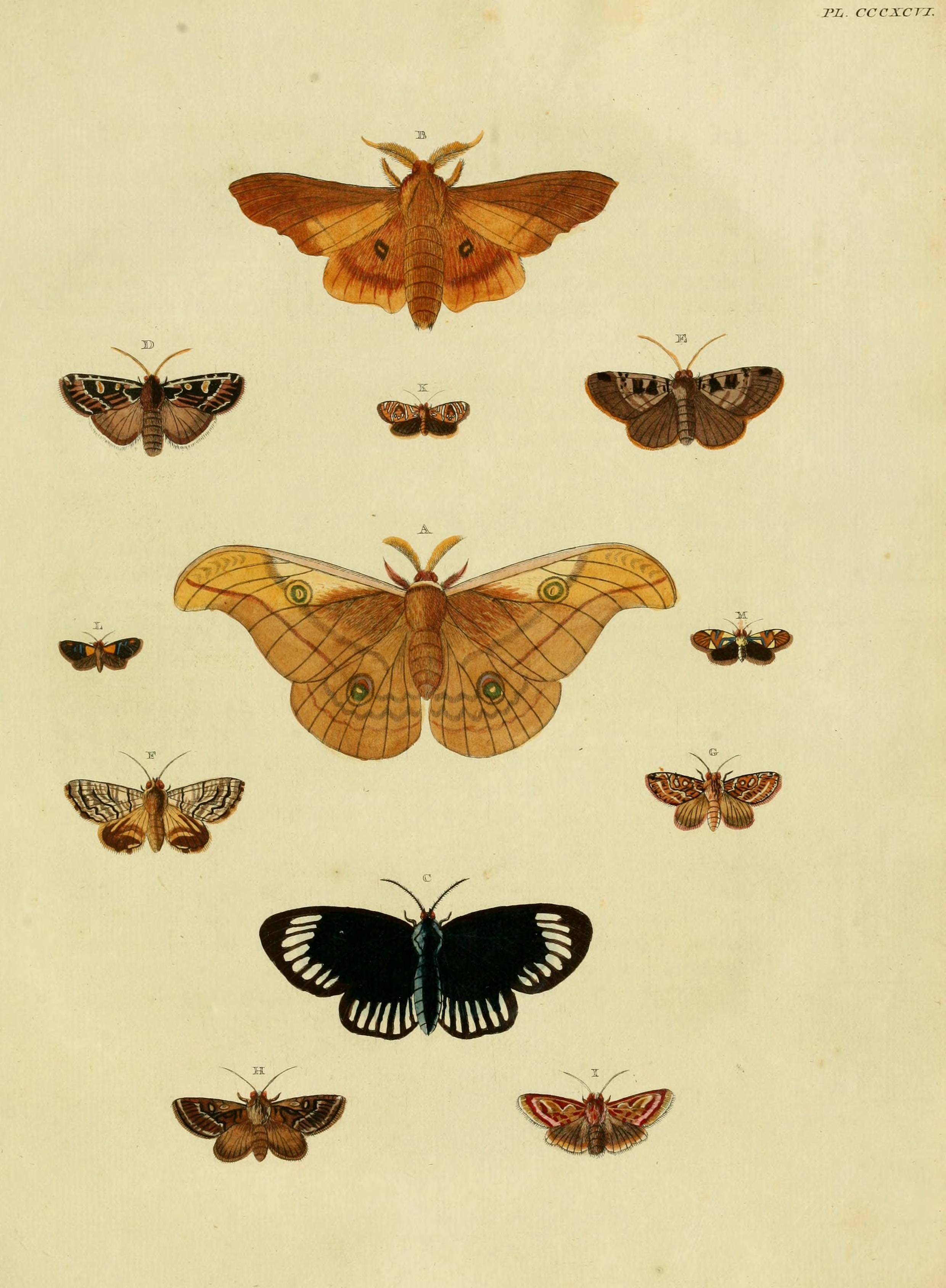
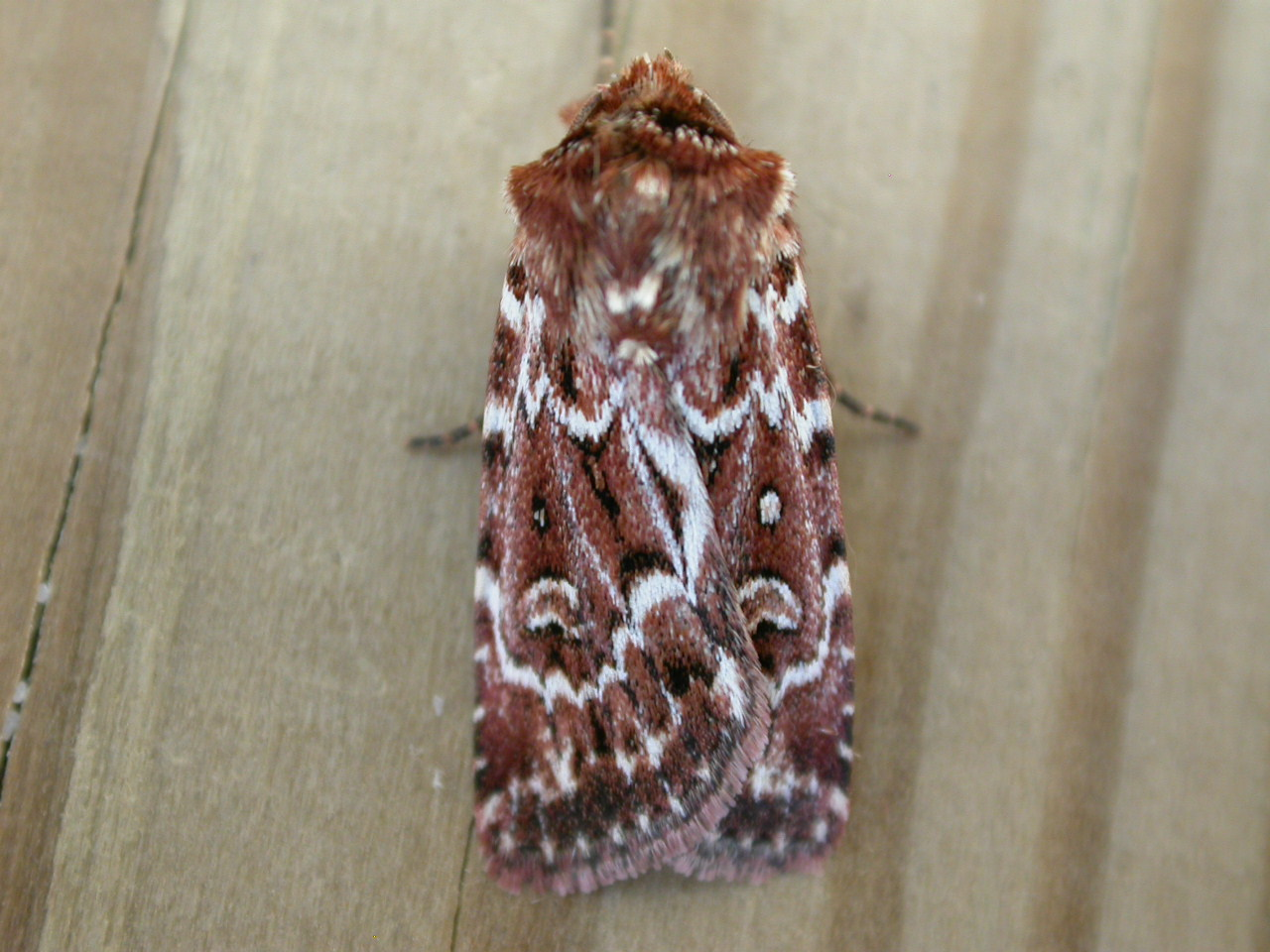